# 카테리나 아피아노

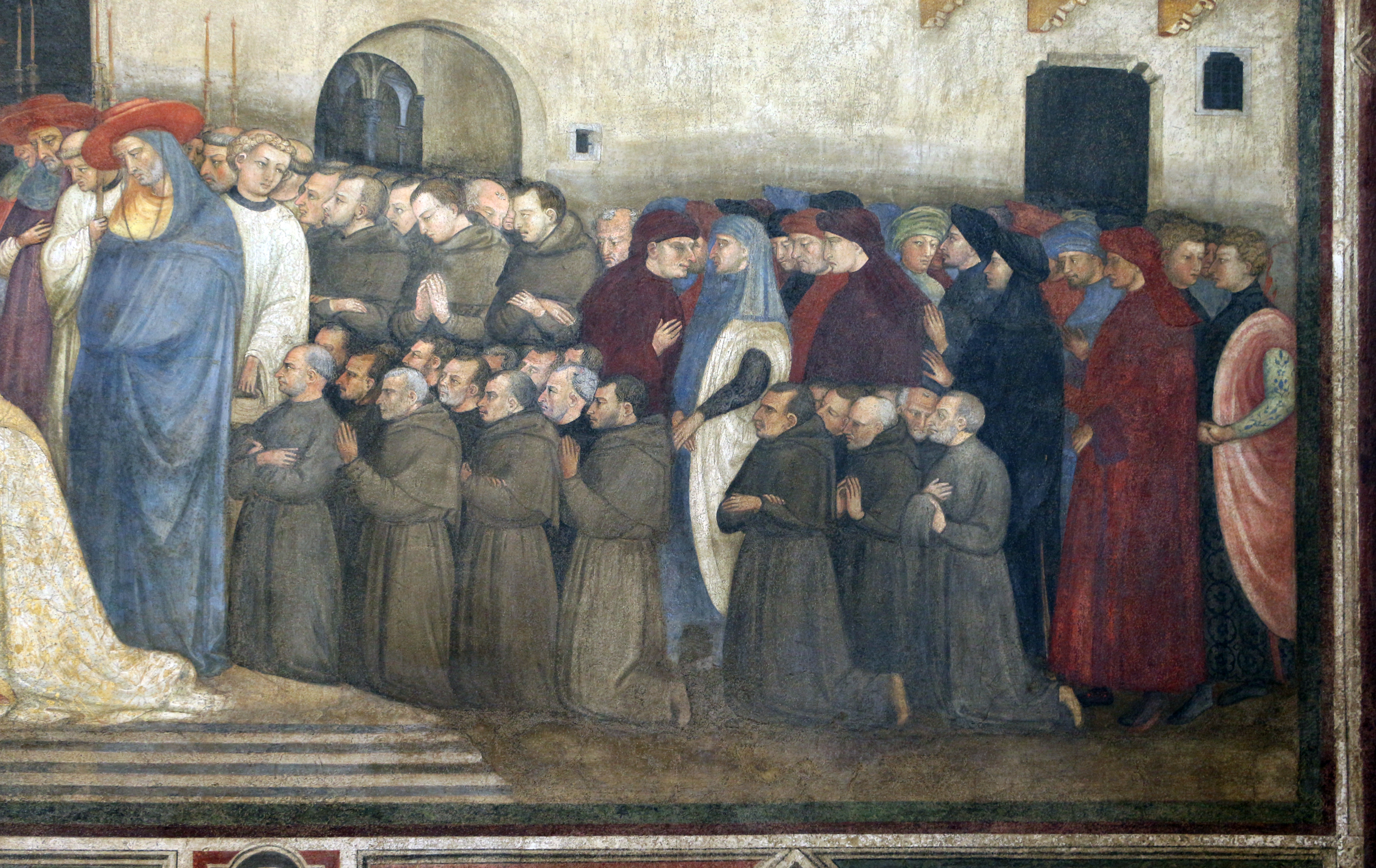

카테리나 아피아노(Caterina Appiano, 1398년 – 1451년 12월 19일)는 1445년부터 사망할때까지 아피아노가의 피옴비노 후작이다.
피옴비노의 군주 게라르도 아피아노의 장녀로 태어났다. 그녀는 이전부터 그녀의 어머니 파올라 콜론나를 지지하고 1440년에 재혼한 새아버지인 콘도티에로 리날도 오르시니의 군대 덕에 여공 자리에 올랐다. 리날도가 사망하자, 카테리나는 숙부인 에마누엘레 아피아노에 의해 피옴비노에서 추방당한다.
그녀는 1451년 스칼리노에서 임종했다.
| 이전 파올라 콜론나 | 피옴비노 후작 1445년–1451년 | 이후 이아코포 4세 아피아노 |